# Ranger (Texas)
Ranger es una ciudad ubicada en el condado de Eastland en el estado estadounidense de Texas. En el Censo de 2010 tenía una población de 2468 habitantes y una densidad poblacional de 133,67 personas por km².

## Geografía
Según la Oficina del Censo de los Estados Unidos, Ranger tiene una superficie total de 18.46 km², de la cual 18.12 km² corresponden a tierra firme y (1.84%) 0.34 km² es agua.

## Demografía
Según el censo de 2010, había 2468 personas residiendo en Ranger. La densidad de población era de 133,67 hab./km². De los 2468 habitantes, Ranger estaba compuesto por el 85.45% blancos, el 3.48% eran afroamericanos, el 1.22% eran amerindios, el 0.16% eran asiáticos, el 0.04% eran isleños del Pacífico, el 7.54% eran de otras razas y el 2.11% pertenecían a dos o más razas. Del total de la población el 16.61% eran hispanos o latinos de cualquier raza.